# 博格丹·斯坦庫
博格丹·索林·斯坦庫（羅馬尼亞語：Bogdan Sorin Stancu；1987年6月28日—）是一位羅馬尼亞足球運動員，在場上的位置是前鋒。他現在效力於土耳其足球超級聯賽球隊真格拿拜列治體育會。他也曾代表羅馬尼亞U21國家足球隊和羅馬尼亞國家隊參賽。